# Stein (Mittelfranken)
 For alternative betydninger, se Stein. (Se også artikler, som begynder med Stein)
Stein er en by i Landkreis Fürth i Regierungsbezirk Mittelfranken i den tyske delstat Bayern. Den ligger op til bygrænsen til Nürnberg og floden Rednitz løber gennem byen. Byen er stærkt belastet af gennemgående trafik af Bundesstraße 14 mellem Nürnberg og Ansbach.

## Geografi
Nabokommuner er (med uret fra nord): Nürnberg, Rohr, Roßtal, Zirndorf, Oberasbach

### Bydele og landsbyer
- Stein mit Deutenbach
- Unterweihersbuch
- Oberweihersbuch
- Bertelsdorf
- Eckershof
- Gutzberg
- Loch
- Unterbüchlein
- Oberbüchlein
- Sichersdorf

- Wikimedia Commons har flere filer relateret til Stein (Mittelfranken)